# Nowe Drozdowo
Nowe Drozdowo – wieś sołeckaw Polsce położona w województwie mazowieckim, w powiecie makowskim, w gminie Rzewnie.
| SIMC    | Nazwa  | Rodzaj    |
| ------- | ------ | --------- |
| 0519890 | Leleki | część wsi |

W latach 1975–1998 miejscowość administracyjnie należała do województwa ostrołęckiego.